# Mutsumi Inomata
Mutsumi Inomata (japanisch 猪股 睦弥 Inomata Mutsumi; * 23. Dezember 1960 in Japan; † 10. März 2024) war eine japanische Animatorin, Illustratorin und Charakterdesignerin. Besonders bekannt wurde sie mit ihren Designs für die Tales-Reihe von Namco.

## Leben und Werk
Inomata wurde am 23. Dezember 1960 in der Präfektur Kanagawa in Japan geboren. Von 1979 bis 1982 arbeitete sie als Animatorin bei Ashi Production. Danach gründete sie mit einigen Kollegen das Studio Kaname Production, wo Inomata unter anderem an den Animes Makyō Densetsu Acrobunch, Plawres Sanshiro, Genmu Senki Leda, Dōwa Meita Senshi Windaria und Watt Poe to Bokura no Ohanashi als Animatorin und Charakterdesignerin arbeitete. Ab den 1990er Jahren arbeitete sie unabhängig und war an Produktionen wie Shin Seiki GPX Cyber Formula, Saitama Bōsō Saizensen Flag! Shinimonogurui no Seishun!! und Brain Powered beteiligt. Darüber hinaus illustrierte Inomata Light Novels, darunter Weathering Continent, und wurde ab 1995 hauptsächliche Charakterdesignerin der Tales-Reihe von Namco. Als solche war sie alleinverantwortliche Designerin für die Charaktere in den Spielen Tales of Destiny, Tales of Destiny 2, Tales of Eternia, Tales of Rebirth, Tales of Tempest, Tales of Innocence, Tales of Hearts und Tales of Graces sowie an weiteren Spielen gemeinsam mit anderen Designern beteiligt.
Sie starb unerwartet am 10. März 2024 im Alter von 63 Jahren. Die Nachricht wurde einige Tage später über ihren offiziellen Twitter-Kanal veröffentlicht.